# Włóczkowie

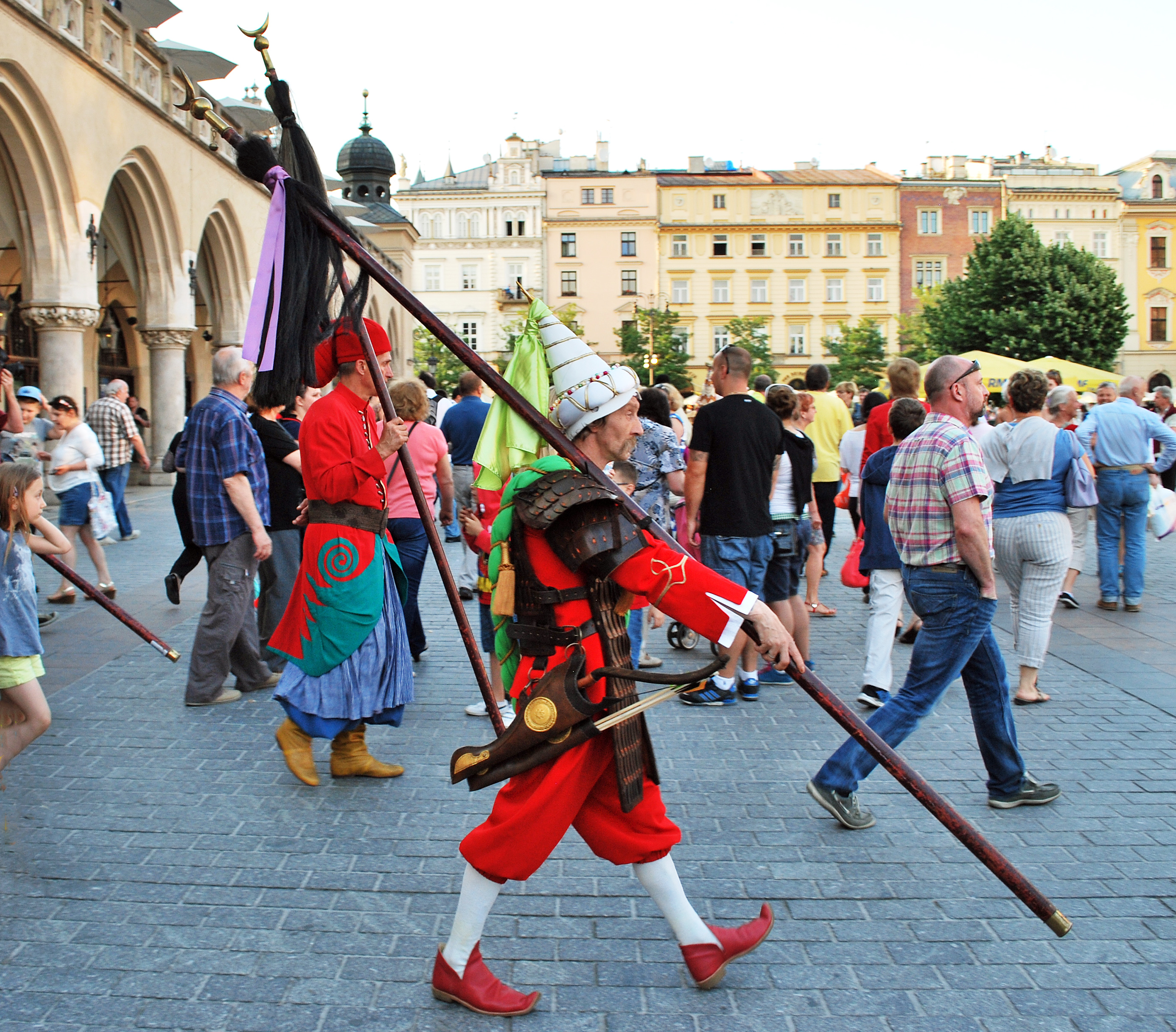
Włóczkowie na Rynku Głównym w Krakowie. Pochód Lajkonika 2015

Włóczkowie (łac. defuitatores lignorum) – dawni flisacy, którzy zajmowali się spławianiem drewna na Wiśle.
Jako grupa zawodowa pojawili się w XIV wieku, a pierwsze wzmianki o krakowskich flisakach pochodzą z dokumentu króla Kazimierza Wielkiego z 1363. W XV i XVI wieku, włóczkowie stworzyli kongregację; w XVI wieku posiadali już własną pieczęć i statut. Z roku 1624 pochodzi pierwszy znany statut włóczków; kolejny, obowiązujący do końca I Rzeczypospolitej pochodzi z 1633. Z tego samego roku datuje się przywilej króla Władysława IV potwierdzający prawo spławiania drewna przez włóczków.
Godłem włóczków był orzeł w koronie trzymający w jednej łapie topór, a w drugiej osękę (według innych źródeł godłem był orzeł nad skrzyżowanymi wiosłami). Siedzibą włóczków był obszar między prawym brzegiem Rudawy a Wisłą (Zwierzyniec). Kongregacja włóczków nie była cechem, ponieważ działała poza obszarem gminy miejskiej i nie podlegała jej władzom, lecz bezpośrednio wielkorządcy na Wawelu. Spławianie drewna – istotnego surowca dla kopalń w Wieliczce i Bochni znajdowało się pod wyłączną zwierzchnością monarchy. Włóczkowie mieli monopol na spław drewna aż do ogrodów królewskich (dziś: rejon Mostu Dębnickiego w Krakowie).
Zgodnie z legendą, to zwierzynieccy włóczkowie obronili Kraków przed Tatarami podczas ich najazdu w 1287. Aby nie doprowadzić do starć w nocy, Tatarzy podjęli decyzję o postoju w nadwiślańskich zaroślach niedaleko podkrakowskiej wsi Zwierzyniec, a następnego dnia zamierzali zdobyć łupy w grodzie Kraka; po jakimś czasie zasnęli. Włóczkowie którzy mieli swoją osadę nieopodal piaszczystego brzegu Wisły zauważyli obecność Tatarów, uzbroili się w ciężkie wiosła i napadli na śpiących bojowników z Azji. Na pamiątkę tego wydarzenia do czasów obecnych obchodzona jest zabawa ludowa zwana Pochodem Lajkonika.
Nazwa „włóczkowie” wzięła się od „włóczenia” drewna po wodzie; jest to nazwa lokalna. Imieniem włóczków nazwano jedną z ulic na Półwsiu Zwierzynieckim.